# Grand Prix Malajsie
Grand Prix Malajsie byl každoroční automobilový závod konaný v letech 1999 až 2017 v Malajsii jako součást mistrovství světa Formule 1 na mezinárodním okruhu v Sepangu. Předchozí Velké ceny Malajsie se konaly s přestávkami v letech 1962, 1963 a 1965 na okruhu Thompson Road Circuit v Singapuru a v letech 1968 až 1975, 1977 až 1982 a 1995 na okruhu Shah Alam Circuit.

## Vítězové Grand Prix Malajsie
Tučně jsou znázorněni účastníci aktuální sezóny šampionátu Formule 1.
Růžové pozadí znázorňuje závody, které nebyly součástí šampionátů Formule 1.
Žluté pozadí znázorňuje závody, které byly vypsány jako Předválečné evropské mistrovství.

### Opakovaná vítězství (jezdci)
| Počet vítězství | Jezdec             | Roky                   |
| --------------- | ------------------ | ---------------------- |
| 4               | John MacDonald     | 1970, 1971, 1973, 1975 |
| 4               | Sebastian Vettel   | 2010, 2011, 2013, 2015 |
| 3               | Michael Schumacher | 2000, 2001, 2004       |
| 3               | Fernando Alonso    | 2005, 2007, 2012       |
| 2               | Kimi Räikkönen     | 2003, 2008             |
| 2               | Albert Poon        | 1963, 1965             |
| 2               | Andrew Miedecke    | 1981, 1982             |

### Opakovaná vítězství (týmy)
| Počet vítězství | Konstruktér | Roky                                     |
| --------------- | ----------- | ---------------------------------------- |
| 7               | Ferrari     | 1999, 2000, 2001, 2004, 2008, 2012, 2015 |
| 5               | Red Bull    | 2010, 2011, 2013, 2016, 2017             |
| 4               | March       | 1972, 1977, 1978, 1979                   |
| 4               | Ralt        | 1975, 1980, 1981, 1982                   |
| 3               | Brabham     | 1970, 1971, 1973                         |
| 2               | Lotus       | 1963, 1965                               |
| 2               | Elfin       | 1968, 1969                               |
| 2               | Renault     | 2005, 2006                               |
| 2               | McLaren     | 2003, 2007                               |

### Opakovaná vítězství (dodavatelé motorů)
| Počet vítězství | Dodavatel    | Roky                                                                                     |
| --------------- | ------------ | ---------------------------------------------------------------------------------------- |
| 15              | Ford*        | 1963, 1965, 1968, 1969, 1970, 1971, 1972, 1973, 1974, 1975, 1978, 1979, 1980, 1981, 1982 |
| 7               | Ferrari      | 1999, 2000, 2001, 2004, 2008, 2012, 2015                                                 |
| 5               | Renault      | 2005, 2006, 2010, 2011, 2013                                                             |
| 4               | Mercedes**   | 2003, 2007, 2009, 2014                                                                   |
| 2               | BMW          | 1977, 2002                                                                               |
| 2               | TAG Heuer*** | 2016, 2017                                                                               |

* Byl vyráběn Cosworth.

** Byl vyráběn Ilmor v roce 2003.

*** Byl vyráběn Renault.

### Vítězové v jednotlivých letech
| Rok         | Jezdec               | Konstruktér        | Trať          | Výsledky  |
| ----------- | -------------------- | ------------------ | ------------- | --------- |
| 2017        | Max Verstappen       | Red Bull-TAG Heuer | Sepang        | Výsledky  |
| 2016        | Daniel Ricciardo     | Red Bull-TAG Heuer | Sepang        | Výsledky  |
| 2015        | Sebastian Vettel     | Ferrari            | Sepang        | Výsledky  |
| 2014        | Lewis Hamilton       | Mercedes           | Sepang        | Výsledky  |
| 2013        | Sebastian Vettel     | Red Bull-Renault   | Sepang        | Výsledky  |
| 2012        | Fernando Alonso      | Ferrari            | Sepang        | Výsledky  |
| 2011        | Sebastian Vettel     | Red Bull-Renault   | Sepang        | Výsledky  |
| 2010        | Sebastian Vettel     | Red Bull-Renault   | Sepang        | Výsledky  |
| 2009        | Jenson Button        | Brawn-Mercedes     | Sepang        | Výsledky  |
| 2008        | Kimi Räikkönen       | Ferrari            | Sepang        | Výsledky  |
| 2007        | Fernando Alonso      | McLaren-Mercedes   | Sepang        | Výsledky  |
| 2006        | Giancarlo Fisichella | Renault            | Sepang        | Výsledky  |
| 2005        | Fernando Alonso      | Renault            | Sepang        | Výsledky  |
| 2004        | Michael Schumacher   | Ferrari            | Sepang        | Výsledky  |
| 2003        | Kimi Raikkonen       | McLaren-Mercedes   | Sepang        | Výsledky  |
| 2002        | Ralf Schumacher      | Williams-BMW       | Sepang        | Výsledky  |
| 2001        | Michael Schumacher   | Ferrari            | Sepang        | Výsledky  |
| 2000        | Michael Schumacher   | Ferrari            | Sepang        | Výsledky  |
| 1999        | Eddie Irvine         | Ferrari            | Sepang        | Výsledky  |
| 1998 – 1996 | Nejelo se            | Nejelo se          | Nejelo se     | Nejelo se |
| 1995        | Paul Stokell         | Reynard-Holden     | Shah Alam     | Výsledky  |
| 1994 – 1983 | Nejelo se            | Nejelo se          | Nejelo se     | Nejelo se |
| 1982        | Andrew Miedecke      | Ralt-Ford          | Shah Alam     | Výsledky  |
| 1981        | Andrew Miedecke      | Ralt-Ford          | Shah Alam     | Výsledky  |
| 1980        | Steve Millen         | Ralt-Ford          | Shah Alam     | Výsledky  |
| 1979        | Ken Smith            | March-Ford         | Shah Alam     | Výsledky  |
| 1978        | Graeme Lawrence      | March-Ford         | Shah Alam     | Výsledky  |
| 1977        | Patrick Tambay       | March-BMW          | Shah Alam     | Výsledky  |
| 1976        | Nejelo se            | Nejelo se          | Nejelo se     | Nejelo se |
| 1975        | John MacDonald       | Ralt-Ford          | Shah Alam     | Výsledky  |
| 1974        | John MacDonald       | Ralt-Ford          | Shah Alam     | Výsledky  |
| 1973        | Sonny Rajah          | March-Ford         | Shah Alam     | Výsledky  |
| 1972        | Harvey Simon         | Elfin-Ford         | Shah Alam     | Výsledky  |
| 1971        | John MacDonald       | Brabham-Ford       | Shah Alam     | Výsledky  |
| 1970        | John MacDonald       | Brabham-Ford       | Shah Alam     | Výsledky  |
| 1969        | Tony Maw             | Elfin-Ford         | Shah Alam     | Výsledky  |
| 1968        | Hengkie Iriawan      | Elfin-Ford         | Shah Alam     | Výsledky  |
| 1967 – 1966 | Nejelo se            | Nejelo se          | Nejelo se     | Nejelo se |
| 1965        | Albert Poon          | Lotus              | Thompson Road | Výsledky  |
| 1964        | Nejelo se            | Nejelo se          | Nejelo se     | Nejelo se |
| 1963        | Albert Poon          | Lotus              | Thompson Road | Výsledky  |
| 1962        | Yong Nam Kee         | Jaguar             | Thompson Road | Výsledky  |